# Alfred Goeldel
Alfred Goeldel (n. 1882, Łęgajny⁠(d), Gmina Barczewo⁠(d), Warmia și Mazuria, Polonia) a fost un trăgător de tir ce a reprezentat Germania, medaliat olimpic. A participat la o ediție a Jocurilor Olimpice (1912) în care a câștigat o medalie de argint și o medalie de bronz.